# HMS Euryalus (42)
Pour les autres navires du même nom, voir HMS Euryalus.
Le HMS Euryalus est un croiseur léger de classe Dido en service dans la Royal Navy pendant la Seconde Guerre mondiale.

## Historique

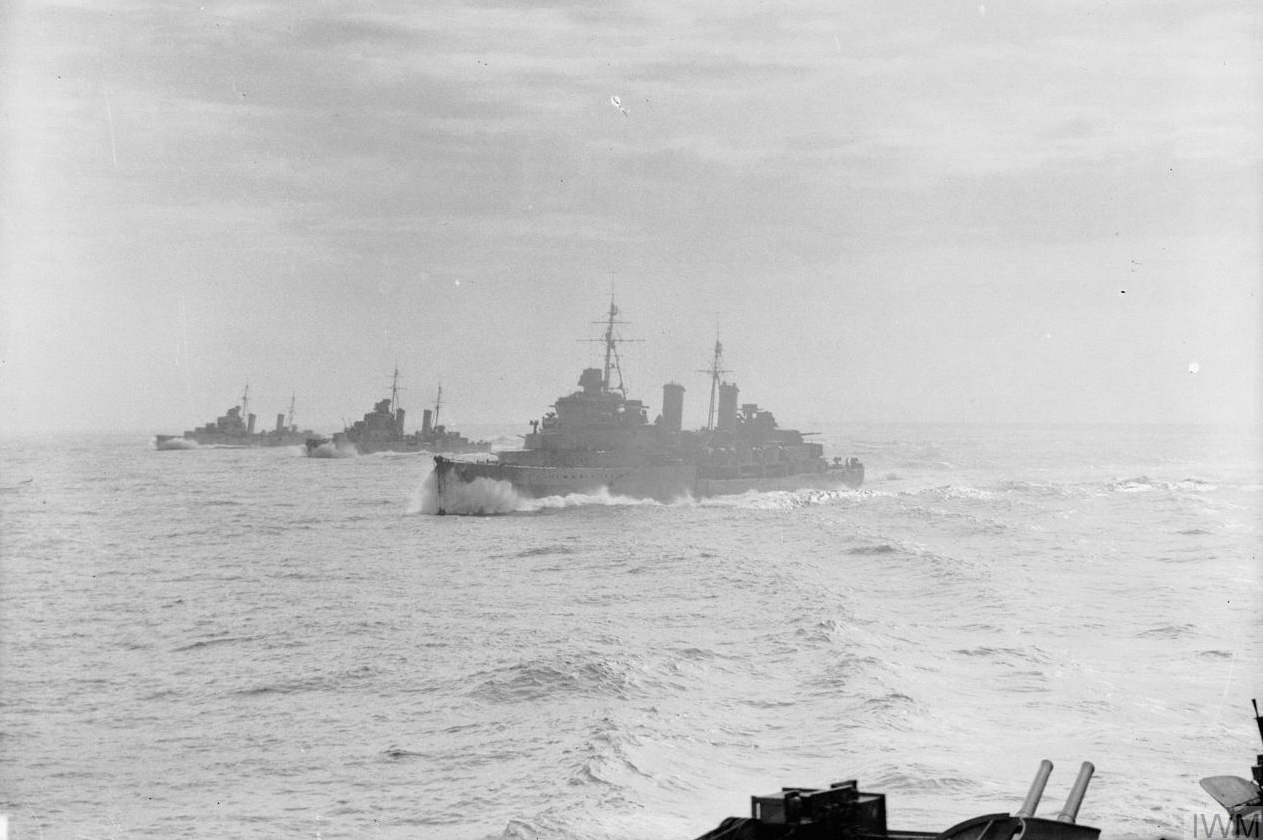
LEuryalus avec les croiseurs, et en convoyage au cours de l'opération Halberd, en septembre 1941.

L'Euryalus arriva en Méditerranée en septembre 1941 et rejoignit le 15e escadron de croiseurs à Alexandrie. Il participa à toutes les opérations majeures pour réapprovisionner Malte, à la première et deuxième bataille de Syrte, et effectua des bombardements en soutien à l'armée en Afrique du Nord. 
En janvier 1943, il rejoint la Force K, bombardant les positions de l'Axe en Tunisie et bombardant Pantelleria en mai / juin. Avec le 12e escadron de croiseurs, il participa aux débarquements de la Sicile et, plus tard, à Salerne, où fit partie de la Force V avec le Commandant des escortes. Après l'opération, il retourna au Royaume-Uni pour une remise en état entre octobre 1943 et juillet 1944, puis servit avec la Home Fleet, couvrant des raids sur la côte norvégienne jusqu'en novembre. À la fin de l'année, l'Euryalus navigua vers l'Extrême-Orient et, le 16 janvier, arriva à Trincomalee, rejoignant la 5e escadron de croiseurs de la flotte du Pacifique britannique. 
Dans le Pacifique, il fit partie de la force couvrant les raids aériens sur l'archipel Sakishima de mars à mai 1945, puis bombarda le continent japonais dans les dernières semaines de la guerre avant de rejoindre la mer de Chine méridionale pour la réoccupation de Hong Kong.
Il retourna à Sheerness le 17 février 1947 pour sa mise en réserve, mais fut réaménagé entre août 1947 et janvier 1948, puis réarmé le 20 février 1948. Il partit pour la Méditerranée après avoir rejoint le 1er escadron de croiseurs, où il resta jusqu'à l'été 1952. Entre 1952 et 1954, il servit avec le 6e escadron de croiseurs dans l'Atlantique Sud avant de retourner à Devonport le 19 septembre 1954. Après une période de réserve, il fut vendu et arriva à Blyth le 18 juillet 1959 pour être mise au rebut par la société Hughes Bolckow.